# Telarc International Corporation
Telarc International Corporation è un'etichetta americana audiofila, indipendente, fondata nel 1977 da due musicisti di formazione classica ed ex insegnanti, Jack Renner e Robert Woods. Con sede a Cleveland (Ohio), il marchio ha avuto una lunga collaborazione con l'Orchestra Sinfonica di Cincinnati e l'Orchestra di Cleveland, così come con l'Atlanta Symphony Orchestra e la St. Louis Symphony. Malgrado l'avvio come etichetta di sola musica classica, Telarc ha pubblicato incisioni di jazz, blues e country.
Nel 1996, Telarc si fuse con un'altra etichetta indipendente, Heads Up, oggi sua controllata. Alla fine del 2005 entrambe furono acquistate da Concord Records, e oggi funzionano quali unità semi-autonome del Concord Music Group.

## Il suono Telarc
Telarc è nota per l'alta qualità delle sue registrazioni, incapsulate nello slogan "The Telarc Sound". I suoi tecnici del suono sono altamente considerati all'interno del business di registrazione e hanno portato Telarc a 54 Grammy Award al proprio marchio e agli altri due che distribuisce, Heads Up e MCG. Nel 2004 ha ricevuto il premio "Label of the Year" dalla rivista Gramophone.  Telarc è stata una delle prime etichette a registrare musica con un convertitore analogico-digitale a 20-bit (ADC) negli ultimi anni 1980 e utilizza formati a 24 bit dal 1996. Attualmente, la maggior parte delle pubblicazioni di Telarc sono Super Audio CD (in genere ibridi) basati su registrazioni Direct Stream Digital (DSD).

## Riduzione del personale
Nel febbraio 2009, per una ristrutturazione aziendale del Concord Music Group, Telarc annunciò che avrebbe tagliato ventisei posti di lavoro e che avrebbe anche smesso di produrre le proprie registrazioni. Questi tagli di lavoro includevano anche l'altamente considerato, pluri-premiato team di produzione. Il fondatore ed ex presidente di Telarc Robert Woods si dimise nel marzo 2009; fu sostituito da Dave Love, presidente di Heads Up, il quale fu poi lasciato andare il mese successivo. La nuova Five/Four Productions fu costituita da quattro membri del team di produzione Telarc: gli ingegneri premio Grammy Michael Bishop e Robert Friedrich, il produttore premio Grammy Thomas Moore e il capo tecnico Bill McKinney.

## Keeping the Blues Alive
Nel 2013, la Fondazione Blues onorò Telarc con il suo Premio Keeping the Blues Alive (KBA). Ogni anno la Fondazione Blues premia così i singoli e le organizzazioni che hanno contribuito in modo significativo alla musica blues. La cerimonia KBA si è svolta in concomitanza con il 29º International Blues Challenge (IBC). I KBA vengono assegnati sulla base del merito da un gruppo selezionato di professionisti del blues a favore di coloro che lavorano per promuovere attivamente e documentare la musica.